# Demetra Hampton
Demetra Lisa Ann Hampton (Filadelfia, 15 giugno 1968) è un'attrice ed ex modella statunitense naturalizzata italiana .

## Biografia
Suo padre muore quando lei ha 8 anni, così assieme a sua sorella cresce con la madre Marti. Ginnasta artistica con il sogno delle Olimpiadi di Seoul 1988 cancellato da una frattura alla caviglia, mentre passeggia con sua madre per Filadelfia viene notata da un agente della Elite Model Management, che le fissa un appuntamento a New York con John Casablancas, il quale la assume chiedendole però di rifarsi il "naso a patata", cosa che lei, anche per il diniego di sua madre, non fa. 

Demetra Hampton nel ruolo di Valentina

Per i suoi tratti simili a quelli asiatici comincia la propria carriera come modella in Giappone, divenendo volto di Shiseido. Dopo sei mesi torna a New York. All'inizio del 1988 si trova in vacanza a Los Angeles, e nella piscina dell'hotel conosce gli attori Valeria Golino, Isabella Ferrari e Yorgo Voyagis (con il quale inizierà una relazione), più un agente che con la Polaroid le scatta delle foto a bordo piscina e senza trucco destinate al produttore Angelone Rizzoli, in difficoltà nel cercare la protagonista della serie Valentina dopo un lungo casting e il forfait di un'attrice tedesca. Rizzoli la sceglie subito dalle foto, e così diviene Valentina, la protagonista del celebre fumetto di Guido Crepax, e ciò le dona una certa popolarità in Italia. Dopo Valentina, il cui successo convince la Hampton a trasferirsi in Italia, l'attrice interpreterà alcuni ruoli in film come Tre colonne in cronaca (1990), di Carlo Vanzina, Saint Tropez - Saint Tropez (1992), di Castellano e Pipolo, Kreola (1993), di Antonio Bonifacio e Chicken Park (1994), di Jerry Calà.
Dopo il clamore per le sue vicende con l'assessore milanese Walter Armanini, ritorna a New York, studia all'Actors Studio e sfila in varie città del mondo, per poi tornare dopo tre anni a risiedere a Roma.
Nel 1998 recita nella serie televisiva Dio vede e provvede. In seguito i suoi lavori si fanno più saltuari, prima di prendere parte nel 2005 alla seconda edizione del reality show La talpa, condotta da Paola Perego su Italia 1. Nel 2012 torna alla recitazione, prendendo parte al film Good As You - Tutti i colori dell'amore, di Mariano Lamberti e recitando come protagonista allo spettacolo teatrale Ciak... Il raggiro. Nel 2015 prende parte alla fiction Una sfida tutta rosa. Nel 2017 è nel cast del film Italian Business. Nel 2019 prende parte come concorrente al reality show L'isola dei famosi, condotto da Alessia Marcuzzi su Canale 5, venendo eliminata nel corso della terza puntata con l'82% dei voti.

## Vita privata
Amante degli sport estremi, pratica offshore e paracadutismo, oltre a guidare auto e moto in spettacoli per beneficenza, e a fare la mangiafuoco.
Fidanzata ai tempi di Valentina con l'attore greco Yorgo Voyagis, fu poi legata da forte amicizia con l'assessore di Milano Walter Armanini, che nell'autunno 1994, già espatriato con lei a Locarno, fuggì sempre con lei in Brasile dalla giustizia. Nel gennaio del 1998 nel suo appartamento romano al primo piano di uno stabile al rione Prati fu vittima di un incidente domestico: in stato confusionale dopo un litigio con il suo fidanzato Vincenzo Calì, antiquario catanese poi uscito di casa, chiamò la polizia dichiarandosi rinchiusa, i vigili del fuoco forzarono una finestra per entrare, al ritorno del fidanzato ebbe una caduta riportando delle fratture ai piedi; per la polizia si trattò di un tentato suicidio per amore, ma la Hampton negò la volontarietà del gesto. Sempre nel 1998 conobbe Luca Bielli e lo sposò tre mesi dopo, ma da cui si separò dopo breve tempo.
Dopo una convivenza di 11 anni, nel 2019 ha sposato
l'imprenditore Paolo Filippucci.

## Filmografia

### Cinema
- Tre colonne in cronaca, regia di Carlo Vanzina (1990)
- Saint Tropez - Saint Tropez, regia di Castellano e Pipolo (1992)
- Kreola, regia di Antonio Bonifacio (1993)
- Scuba School - Che coraggio ragazzi! (Last Resort), regia di Rafal Zielinski (1994)
- Chicken Park, regia di Jerry Calà (1994)
- Un affare trasversale, regia di Dante Marracini (1998)
- San Gabriele, regia di Maurizio Angeloni (2001)
- Good As You - Tutti i colori dell'amore, regia di Mariano Lamberti (2012)
- Italian Business, regia di Mario Chiavalin (2017)

### Televisione
- Valentina – serie TV (1989)
- Red Shoe Diaries – serie TV, episodio 3x10 (1994)
- Dio vede e provvede – serie TV, episodio 2x10 (1998)
- Una sfida tutta rosa – serie TV (2015)

### Cortometraggi
- Preludio, regia di Stefania Rossella Grassi (2019)

## Teatro
- Ciak... Il raggiro, regia di Donatella Cotesta e Pierfrancesco Galeri (2012)

## Programmi TV
- La talpa 2 (2005)
- L'isola dei famosi 14 (2019)

## Doppiatrici italiane
- Claudia Balboni in Valentina
- Emanuela Rossi in Tre colonne in cronaca
- Alessandra Cassioli in Chicken Park